# Appellation d'origine protégée
Pour les articles homonymes, voir Appellation d'origine protégée en Suisse et Appellation d'origine protégée dans l'Union européenne.
L'appellation d'origine protégée est un label de qualité permettant de protéger les appellations d'origine de différentes régions ou pays dans le monde,,,.
L’AOP vise à protéger les producteurs locaux, en valorisant la spécificité de leurs produits, tout en offrant aux consommateurs des garanties sur l’authenticité et la traçabilité. En France, ce label concerne notamment des fromages (le camembert de Normandie, le Roquefort), des huiles d’olive (l'olive de Nîmes), des fruits (la châtaigne d'Ardèche, la noix de Grenoble), des viandes, et d’autres produits agricoles ou alimentaires issus de traditions régionale.

## Labels dans différents pays
- Appellation d'origine protégée dans l'Union européenne
- Appellation d'origine protégée en Suisse